# إس بي إس إس
إس بي إس إس (بالإنجليزية: SPSS Statistics) هو حزمة برامج إحصائية طورته شركة IBM لإدارة البيانات والتحليلات المتقدمة والتحليل متعدد المتغيرات وذكاء الأعمال والتحقيق الجنائي. أنتجته SPSS Inc. منذ فترة طويلة، واستحوذ عليه من قبل شركة IBM في عام 2009. الإصدارات الحالية (بعد 2015) لها اسم العلامة التجارية: IBM SPSS Statistics.
كان اسم البرنامج في الأصل عبارة عن الحزمة الإحصائية للعلوم الاجتماعية (SPSS)، التي تعكس العلامة التجارية الأصلية، ثم تغير لاحقًا إلى حلول المنتجات والخدمات الإحصائية.

## نوافذ البرنامج
للبرنامج ثلاثة نوافذ أساسية:
- نافذة المعطيات Data view وهي تعرض البيانات
- نافذة المتحولات Variable view تعرض المتحولات وخصائصها وهي ترتبط بالنافذة السابقة.
- نافذة النتائج وهي مستقلة وتسمى SPSS Viewer وتعرض النتائج (الجداول – الرسوم – نتائج التحاليل الإحصائية).

نافذة المعطيات Data View
تعرض البيانات
- عرض الحالات ضمن الصفوف.
- عرض المتحولات ضمن الأعمدة.
- عرض البيانات ضم الخلايا.
- الزر Value Labels يظهر القيم الرقمية (المخزنة في البرنامج) أو الكود المرافق لها (المسمى Labels)

نافذة المتحولات Variable view
تعرض خصائص المتحولات. يتم التبديل بين نافذتي المعطيات والمتحولات بضغط أحد إشارتي Tab توجدان في القسم السفلي الأيسر للبرنامج.
من خصائص المتحولات والواردة في نافذة المتحولات:
اسم المتحول Name
ما يميز المتحول وله الصفات الاتية :
- الطول الأقصى للاسم ثمانية رموز.
- الرموز المستخدمة هي فقط الأحرف اللاتينية، الأرقام، إشارة Underscore _
- يجب أن يبدأ الاسم بحرف.
- لا يجوز وجود فاصل بين رموز الاسم.
- تستخدم فقط الأحرف الصغيرة في الاسم.[10]
- لا يجوز تكرار الاسم أكثر من مرة واحدة في نفس البرنامج.

علامة الاسم Label
بما أن الاسم محدود الإمكانيات (شرحت سابقاً) فإن هذه الصفة تعطي شرح تفصيلي عن الاسم وهي تقبل جميع الرموز (ومنها العربية) وتعطي شرح وافي عن المتحول. بطول أقصى 255 حرف.
Measure
يدل على نوع المتحول (Scale, Ordinal, …)
Type
يدل على نمط البيانات وطريقة تنسيقها (طريقة عرضها). الأنماط الممكنة:
- الرقمي Numeric لعرض القيم الرقمية.
- نمط التاريخ Date لعرض البيانات من نمط قيم التاريخ والزمن.
- نمط البيانات المالية dollar أو custom currency
- نمط البيانات الحرفية String ويحدد العدد الأقصى للرموز من خلال Character

يتم الوصول لنافذة التنسيق بنفر مربع عليه ثلاثة نقاط ضمن عمود type الذي يدل على نمط المتحول.
Values
تستخدم لكتابة وتعديل الترميز
نضع القيمة الرقمية (الكود) في الحقل Value والقيمة الموافقة في الحقل Value Label وننقر Add لنضيفها.

## روابط خارجية
- الموقع الرسمي. (بالإنجليزية)